# Los hermanos Simón
Los hermanos Simón es un popular conjunto folclórico argentino de la provincia de Santiago del Estero, de gran relevancia local, nacional y que trascendió fronteras durante varias décadas en el siglo XX. Eran cinco hermanos: la cantante era Juanita Simón (f. 11 de mayo de 1999)
y el bandoneonista era Miguel Simón.

## Canciones
Entre las canciones escritas por ellos se destacan:
- «Chacarera de un triste» (chacarera).
- «Chacarera del violín» (chacarera).
- «Añorando» (chacarera).
- «Bien haiga con las viejas» (chacarera).
- «Buscándola estoy» (chacarera).
- «Cantares de mi tierra» (chacarera).
- «Chacarera de la nueva ola» (chacarera).
- «Chacarera del atardecer» (chacarera).
- «Chacarera del petiso» (chacarera).
- «Corazón de piedra» (chacarera).
- «Del tiempo ’el ñaupa» (chacarera).
- «La del changuito» (chacarera).
- «La del injerto» (chacarera).
- «La desconocida» (chacarera).
- «La despreciada» (chacarera).
- «La milagrosa» (chacarera).
- «La tunera» (chacarera).

- «Campenado» (gato).
- «Don Juan» (gato).
- «El amoroso» (gato).
- «El humilde» (gato).
- «El revoltoso» (gato).
- «El turquito» (gato).
- «Gatito churo» (gato).
- «Pa’ los carnavales» (gato).

- «Coyita triste» (bailecito).

- «Carnaval del pago» (escondido).
- «El andariego» (escondido).
- «El celoso» (escondido).
- «Escondido de los senderos» (escondido).
- «La vuelta del andariego» (escondido).
- «Mi rancho querido» (escondido).
- «Vieja atrevida» (escondido).

- «Bandera gaucha» (vidala).

- «El amanecer» (zamba).
- «La peñera» (zamba).
- «La quebradeña» (zamba).
- «Mayo y la zamba» (zamba).
- «Mi guitarra eres tú» (zamba).
- «Salavina» (zamba).
- «Tacita de plata» (zamba).
- «Tu regreso» (zamba).
- «Vidala en mi zamba» (zamba).
- «Zamba de las trincheras» (zamba).

- «De nuevo canta el coyuyo (o «La mota»).

## Homenajes
Actualmente, en la Casa del Folclorista (en la ciudad de Santiago del Estero), el escenario de dicho centro de cultura y comidas tradicionales lleva el nombre de «Hermanos Simón».